# Halina Kowalska (aktorka)
Halina Kowalska, również Halina Kowalska-Nowak (ur. 27 lipca 1941 w Brzezinach) – polska aktorka teatralna i filmowa. Najbardziej znana z ról w filmach komediowych Nie lubię poniedziałku (1971) i Nie ma róży bez ognia (1974), a także w serialu Alternatywy 4 (1983).

## Życiorys
Ukończyła studia w Państwowej Wyższej Szkole Filmowej, Telewizyjnej i Teatralnej im. Leona Schillera w Łodzi w 1966. Była aktorką Teatru im. Wojciecha Bogusławskiego w Kaliszu (1966–1967), Teatru Komedia w Warszawie (1967–1974), Teatru Kwadrat w Warszawie (1974–1981) i Teatru na Woli w Warszawie (1983–1987).
Na VII Kaliskich Spotkaniach Teatralnych (1967) za rolę Julii w „Romeo i Julii” zdobyła nagrodę SPATiF-u dla młodego aktora.

## Wybrana filmografia
- 1964: Drewniany różaniec – Celina
- 1969: Do przerwy 0:1 – panna Kazia ze skupu butelek
- 1970: Dom – Jadzia
- 1970: Na dobranoc – kioskarka
- 1971: Nie lubię poniedziałku – Marianna, klientka biura matrymonialnego
- 1971: Kłopotliwy gość – aktorka w filmie oglądanym przez Piotrowskich
- 1971: Kardiogram – Wilińska
- 1971: Milion za Laurę – Zośka
- 1973: Sanatorium pod Klepsydrą – Adela
- 1974: Jak to się robi – wczasowiczka
- 1974: Złoto, w cyklu Najważniejszy dzień życia – Marysia Trześniakowa
- 1974: Nie ma róży bez ognia – Wanda
- 1975: Obrazki z życia – Marysia, żona redaktora
- 1978: Wśród nocnej ciszy  – Genowefa Stopkowa
- 1981: Okno – Smolska
- 1983: Alternatywy 4 – śpiewaczka Kolińska-Kubiak
- 1988-1991: W labiryncie – Wanda, matka Bajbusa (kolega Marty)
- 1993: Czterdziestolatek 20 lat później – Wanda
- 2002-2010: Samo życie – właścicielka zajazdu na Mazurach